# Franz Seconda
Jakob Bartholomäus Franz Seconda (* 1. Mai 1755 in Dresden; † 31. Januar 1833 in Dresden) war ein deutscher Prinzipal einer reisenden Schauspielgesellschaft, Intendant und Schauspieler.

## Leben
Franz Seconda war der ältere Bruder von Joseph Seconda und ältester Sohn des aus Italien zugewanderten Delikatesswarenhändlers Francesco Maria Seconda (1725–1773) und dessen Frau Sophia Dorothea, geb. Krampe (1729–1809).
Seconda stand seit 1779 als Schauspieler und Theaterkassierer in den Diensten des Prinzipals Pasquale Bondini. Dieser hatte seit 1777 das kursächsische Privileg inne und bespielte mit seiner Gesellschaft, den „Königlich Sächsischen Comödianten“, in den Sommermonaten v. a. Leipzig und im Winter Dresden, wo er auch im Karneval Redouten (Maskenbälle) ausrichtete. Als Seconda in die Gesellschaft eintrat, war Bondini auch Direktor eines Theaters in Prag, für das Wolfgang Amadeus Mozart seinen „Don Giovanni“ (1787) im Auftrag Bondinis komponierte. 1782 war Bondinis Privileg bereits erneuert worden und als 1788 wiederum eine Verlängerung des Kontrakts anstand, wurde Franz Seconda, der mit der Geschäftsführung vertraut war, Bondinis Teilhaber. Eine Klausel des Vertrags hielt fest, dass das Privileg im Fall von Bondinis Tod auf Seconda übergehen sollte. Bondini starb 1789 auf einer Reise nach Italien in Brauneck (Tirol) und Seconda übernahm die alleinige Leitung der Gesellschaft. Dieser Übergang wurde 1790 bestätigt.
Die Truppe beschränkte sich in der Folgezeit auf das Schauspiel und bot kaum Musiktheater-Aufführungen. Diese überließ Franz Seconda seinem jüngeren Bruder Joseph und dessen Deutscher Operngesellschaft. Ab 1792 pendelte die Truppe regelmäßig zwischen Dresden und Leipzig und unternahm anfangs, wie unter Bondinis Zeit, noch gelegentliche Abstecher nach Prag und Teplitz. Schon unter Bondinis Leitung musste die Gesellschaft subventioniert werden. Zwar waren die Aufführungen während der Leipziger Messezeiten sehr einträglich, im Winter benötigte man aber Geldzuwendungen des Hofs, anfänglich 6.000, ab 1801 sogar 7.200 Taler. Es lässt sich allerdings feststellen, dass das sächsische Theater hinter dem Aufschwung der Theaterkunst andernorts zurückblieb, wozu eine streng gehandhabte Zensur beitrug. Das Erscheinen kirchlicher Würdenträger auf der Bühne war verboten, ebenso das Beten und sogar die bloße Nennung Gottes wurden untersagt. Hinzu kam, dass man in Sachsen an einer gleichsam veräußerlicht-rhetorischen Spielweise festhielt, während andernorts allmählich der Übergang zu einem ästhetisch-elaborierten Spiel bzw. zur Menschendarstellungskunst vollzogen wurde. Dennoch zählten zu Franz Secondas Gesellschaft einige der bekanntesten Schauspieler des ausgehenden 18. Jahrhunderts, etwa Friederike Wilhelmine Hartwig (1777–1849), Joseph Anton Christ (1744–1823) oder Ferdinand Ochsenheimer (1767–1823).
1789 kehrte der Schauspieler Christian Wilhelm Opitz, der bereits 1780 bis 1785 der Bondini’schen Gesellschaft angehört hatte, zurück und führte fortan Regie. 1801 scheiterte Seconda allerdings mit dem Versuch, seinen Kontrakt im Fall seines Tods auf Opitz übertragen zu lassen. Im Repertoire der Seconda’schen Gesellschaft befanden sich bevorzugt Stücke von August Wilhelm Iffland und August von Kotzebue, den beliebtesten Theaterautoren jener Zeit.
Ab 1806 firmierte die Secondasche Truppe unter dem Namen Königlich sächsische Hofschauspieler. Opitz starb 1810 und ab diesem Zeitpunkt übernahm Seconda auch die Regie selbst. 1814 wurde sein Kontrakt aufgehoben und die Truppe zunächst als Hoftheatergesellschaft übernommen. Die italienische Oper und das deutsche Schauspiel wurden in der Folge zu einer gemeinsamen Staatsanstalt, den Königlichen Schauspielen, umgewandelt, der der Hofrat Karl Gottfried Theodor Winkler als Intendant vorstand. Franz Seconda wurden Garderobe und Bibliothek seiner Gesellschaft abgekauft, er selbst wurde 1815 als Ökonomierat an den Königlichen Schauspielen angestellt, der er bis zu seiner Pensionierung 1831 blieb.
Seconda wohnte in Dresden bis 1817 Moritzstraße, Ecke Neumarkt und ab 1818 direkt am Neumarkt.
1785 wurde er Freimaurer und in die Leipziger Loge Minerva zu den drei Palmen aufgenommen.
Franz Seconda war dreimal verheiratet. In erster Ehe (1776) mit Maria Eberhardina Josepha Wilhelmina Peterka (1752–1777), in zweiter Ehe (1778) mit Euphrosina Dorothea Grohmann (1760–1795). Nach deren Tod ging er eine dritte Ehe (1795) mit der Schauspielerin Sophia Henriette Künzel (1765–1831) ein.